# Wang Jiasheng
Wang Jiasheng (kinesiska: 王家声), född den 23 december 1943, är en kinesisk bordtennisspelare.
Vid världsmästerskapen i bordtennis 1963 i Prag tog han VM-guld i herrlag. Han vann tre raka VM-brons i herrdubbel 1961, 1963 och 1965.